# Лейтон, Маргарет
Маргарет Лейтон (англ. Margaret Leighton; 26 февраля 1922 — 13 января 1976) — британская актриса.

## Биография
Маргарет Лейтон родилась в деревне Барнт-Грин в графстве Вустершир. В 1938 году состоялся её театральный дебют, и в том же году она впервые появилась на телевидении. В последующие годы Лейтон добилась большого успеха как театральная актриса, став одной из самых популярных звёзд Олд Вика. С труппой этого театра она с успехом выступала на Бродвее в 1946 году. Первая заметная роль Лейтон на большом экране пришлась на 1949 году, когда актриса сыграла Милли в триллере Хичкока «Под знаком Козерога».
Маргарет Лейтон дважды становилась лауреатом премии «Тони» — в 1957 году за роль в пьесе «За отдельными столиками» и в 1962 году за постановку «Ночь игуаны». Она также неоднократно появлялась и на телевидении, выиграв в 1971 году премию «Эмми» за роль в телеверсии «Гамлета». В 1972 году Лейтон стала лауреатом премии BAFTA, а также номинанткой на премию Американской киноакадемии за роль миссис Модсли в драме «Посредник».
Актриса трижды была замужем: за издателем Максом Рейнхардтом (1947—1955), актёром Лоуренсом Харви (1957—1961) и актёром Майклом Уайлдингом (1964—1976). Детей у неё не было.
Маргарет Лейтон умерла от рассеянного склероза в возрасте 53 лет в Чичестере в графстве Западный Суссекс в 1976 году.

## Награды и номинации

### Награды
- 1957 — Премия «Тони» — лучшая женская роль в пьесе, за пьесу «За отдельными столиками»
- 1962 — Премия «Тони» — лучшая женская роль в пьесе, за пьесу «Ночь игуаны»
- 1971 — Премия «Эмми» — лучшая женская роль второго плана в драматическом телесериале, за телесериал «Гамлет»
- 1972 — Премия BAFTA — лучшая женская роль второго плана, за фильм «Посредник»

### Номинации
- 1955 — Премия BAFTA — лучшая женская роль, за фильм «Керрингтон В.Ц.»
- 1960 — Премия «Тони» — лучшая женская роль в пьесе, за пьесу «Много шума из ничего»
- 1963 — Премия «Тони» — лучшая женская роль в пьесе, за пьесу «Чин-Чин»
- 1966 — Премия «Эмми» — лучшая женская роль в мини-сериале или фильме, за телесериал «Доктор Килдэр»
- 1972 — Премия «Оскар» — лучшая женская роль второго плана, за фильм «Посредник»